# Sankt Petri kyrka, Malmö
Sankt Petri kyrka är en kyrkobyggnad i centrala Malmö. Den är församlingskyrka i Malmö Sankt Petri församling i Lunds stift. Den är byggd som en basilika med tre skepp och tvärskepp, i en stil kallad baltisk tegelgotik. Den invigdes i början av 1300-talet.
Den nuvarande kyrkan är egentligen vigd till två helgon, S:t Petrus och S:t Paulus, Ecclesia beatorum Petri et Pauli apostolorum.

## Kyrkobyggnaden

### Kyrkans medeltida byggnadshistoria
S:t Petri kyrkas medeltida byggnadskronologi kan fastställas genom de olika byggnadsfaser som i dag finns synliga i kyrkans murverk.

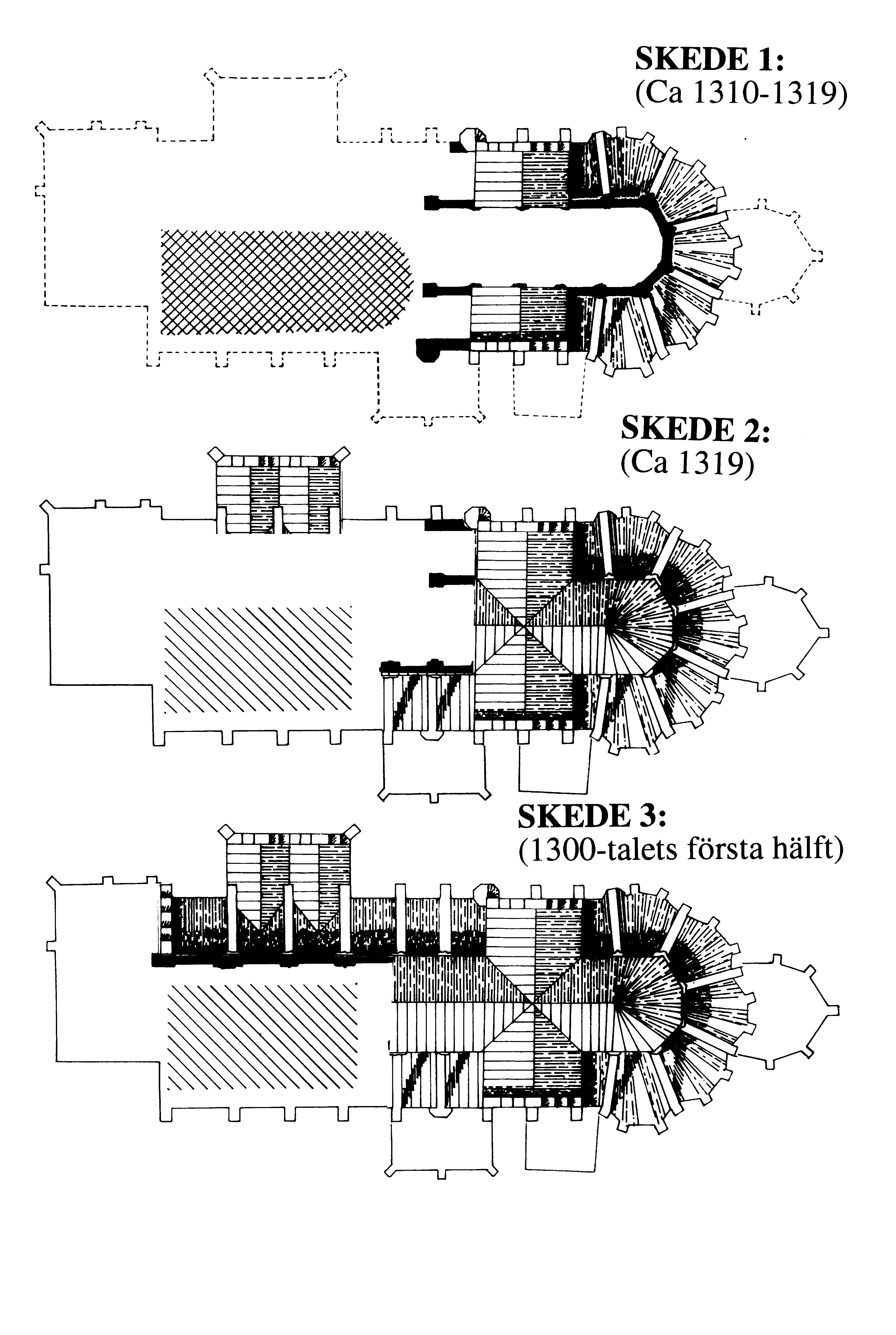

#### Skede 1
På platsen stod tidigare en mindre tegelkyrka, omtalad första gången 1269. Denna var troligen helgad åt S:t Nikolaus, sjöfararnas helgon. Parallellt med att Köpenhamn fick sin Vor Frue Kirke, troligen invigd 1316, påbörjades en identisk kyrka i Malmö. Den tidigare Nikolaikyrkan stod kvar under början av nybygget, se skrafferat område på ritningarna här bredvid. När valvslagningen skulle påbörjas av S:t Petris höga södra tvärskepp störtade emellertid detta.

#### Skede 2
För att klara valvtrycket byggdes efter raset kyrkans karakteristiska förstärkningar i form av yttre stödpelare och strävbågar. Eventuellt invigdes högaltaret 1319 i samband med att relikerna från den gamla kyrkan överfördes till det nya Nikolaialtaret. Samtidigt påbörjades kyrkans huvudingång, vapenhuset, i norr.

#### Skede 3
Efter det att koret byggts och det nya högaltaret invigts fortsatte man med det norra sidoskeppet, delar av mittskeppet samt slutförandet av det norra vapenhuset vilken blev kyrkans huvudingång ut mot det medeltida torget och rådhuset. Under denna byggperiod stod delar av den gamla kyrkan kvar, antagligen som lagerlokal. Kyrkbygget avstannade nu. Möjligen kan det ha varit digerdöden i mitten av 1300-talet som varit orsak till detta.

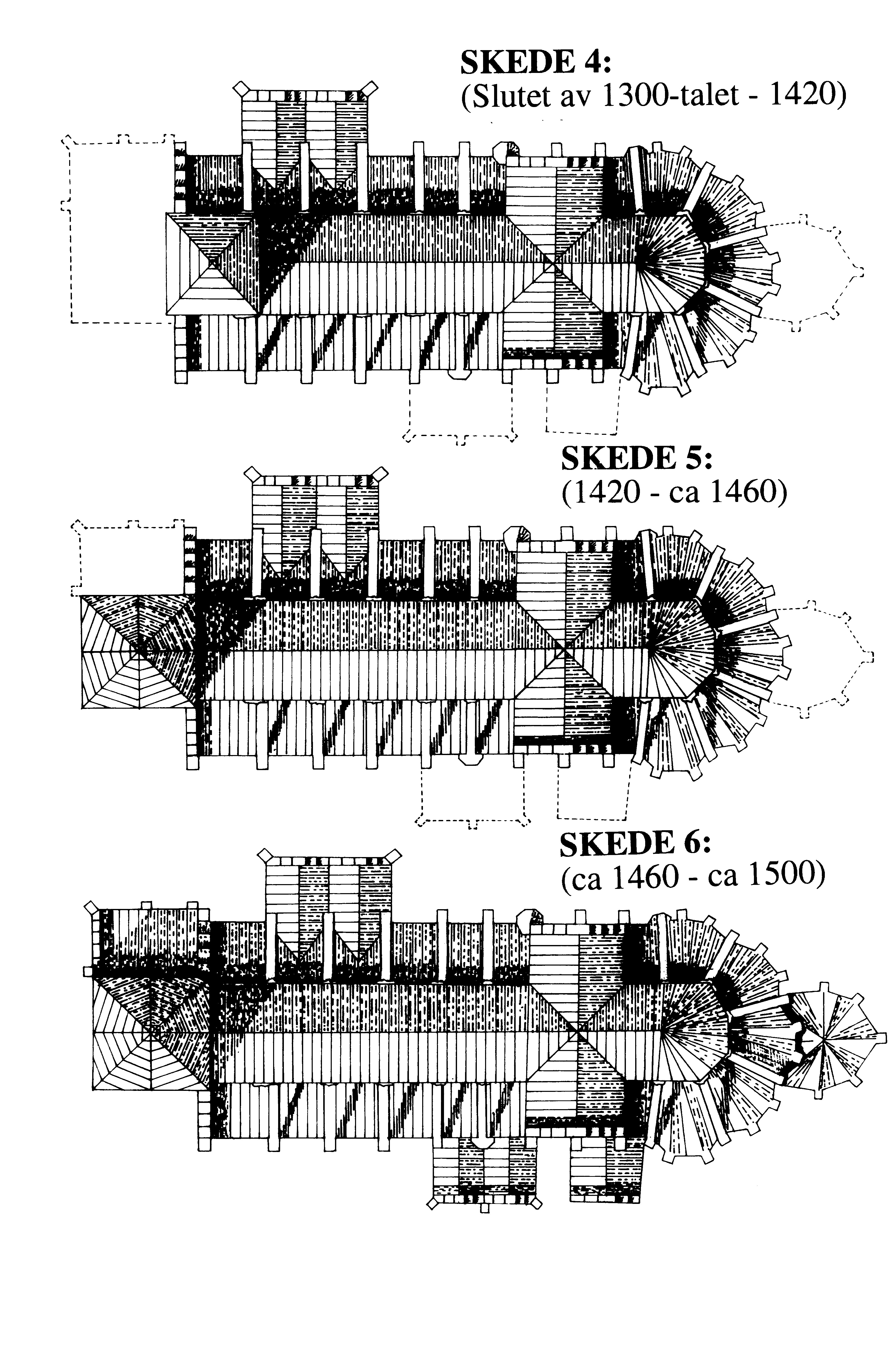

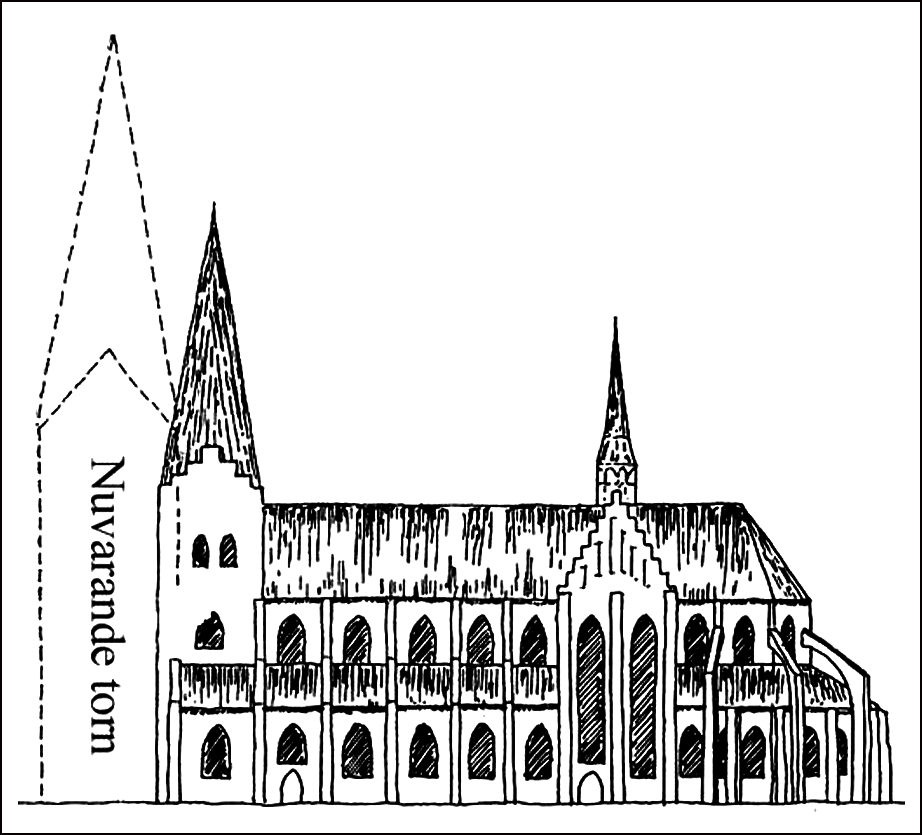
Sankt Petri kyrka som den kan ha sett ut kring 1380.

#### Skede 4
Först runt 1380 slutfördes uppförandet av huvudkyrkan. År 1384 hölls ett stort prästmöte i S:t Petri vilket rimligtvis anger att kyrkan var färdig. Kyrkan avslutades åt väster av ett mittorn som red på den västra delen av mittskeppet. År 1420 störtade detta torn och fördärvade vid fallet kyrkans västra delar. Dopfunten, som stod i mittskeppet under tornet, krossades. Rester efter denna finns i dag bevarad på Malmö museum. Den stora funten var tillverkad på Gotland.

#### Skede 5
Ett nytt torn väster om mittskeppet började byggas efter raset. År 1442 störtade emellertid även detta torn och ersattes av det nuvarande västtornet.

#### Skede 6
Kyrkan påbyggdes under 1400-talet med flera kapell av vilka S:ta Annas kapell och Krämarekapellet återstår i dag. Krämarekapellet innehåller väggmålningar från dels 1460-talet, dels från 1520-talet. Dessa målningar är bland de bästa bevarade senmedeltida målningarna i Danmark. Det Dringenbergska kapellet, rivet 1792, låg öster om koromgången. I kapellet förvarades sedan 1500-talet kyrkans värdefulla bibliotek. Detta, det Dringenbergska liberiet, finns delvis kvar än i dag – numera förvarad i kyrkans sakristia.

## Kyrkans senare historia
Kyrkan genomgick en genomgripande renovering runt 1850, ledd av professor Carl Georg Brunius från Lund. Vid denna förstördes nästan all äldre träinredning. Golvet i hela kyrkan var täckt av gamla gravstenar. Dessa togs upp och de flesta sönderslogs. Åren 1904-1906 försökte domkyrkoarkitekt Theodor Wåhlin återställa det som undgått förödelsen femtio år tidigare. År 1852 revs sakristian vid kyrkans sydsida. Året efter, 1853, revs den gamla kyrkomuren som gick runt kyrkan. I sydöstra hörnet av kyrkogården låg sedan början av 1400-talet kyrkans medeltida latinskola. Denna lämnades 31 oktober 1827 för nya lokaler. Byggnaden togs över av staden som byggde om den till sprutstation vilken togs i bruk 1831. 1868 flyttades redskapen över i en ny station vid Baltzarsgatan och byggnaden såldes till privatperson med krav på att den skulle rivas senast  1871. Utmed hela södra kyrkogårdsmuren fanns dessutom de medeltida så kallade “själabodarna”. All denna bebyggelse försvann vid denna tid. Kyrkan fick sin nuvarande tornspira år 1890 då den ersatte den tornhuv som uppsatts på 1770-talet. S:t Petris orgel från slutet av 1400-talet finns numera på Malmö museum.

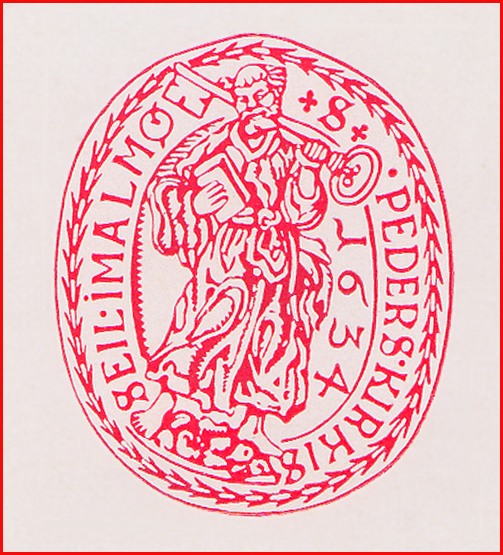
Sankt Petri kyrkas sigill
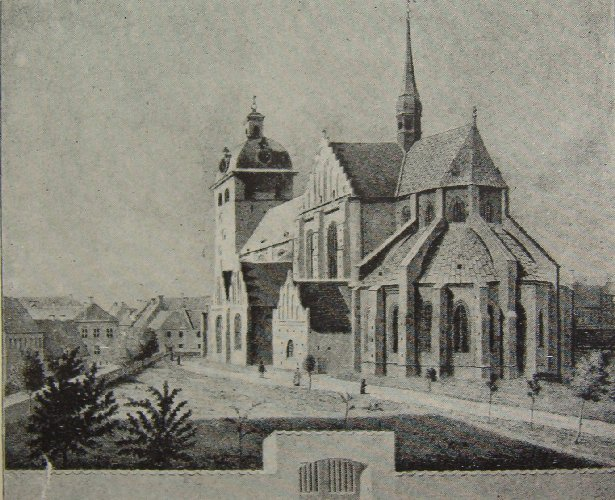
Litografi, utgiven för offren av den stora eldsvådan på Malmö Södervärn 2 augusti 1842. Kyrkomuren och sakristian som revs på 1850-talet finns med på bild.
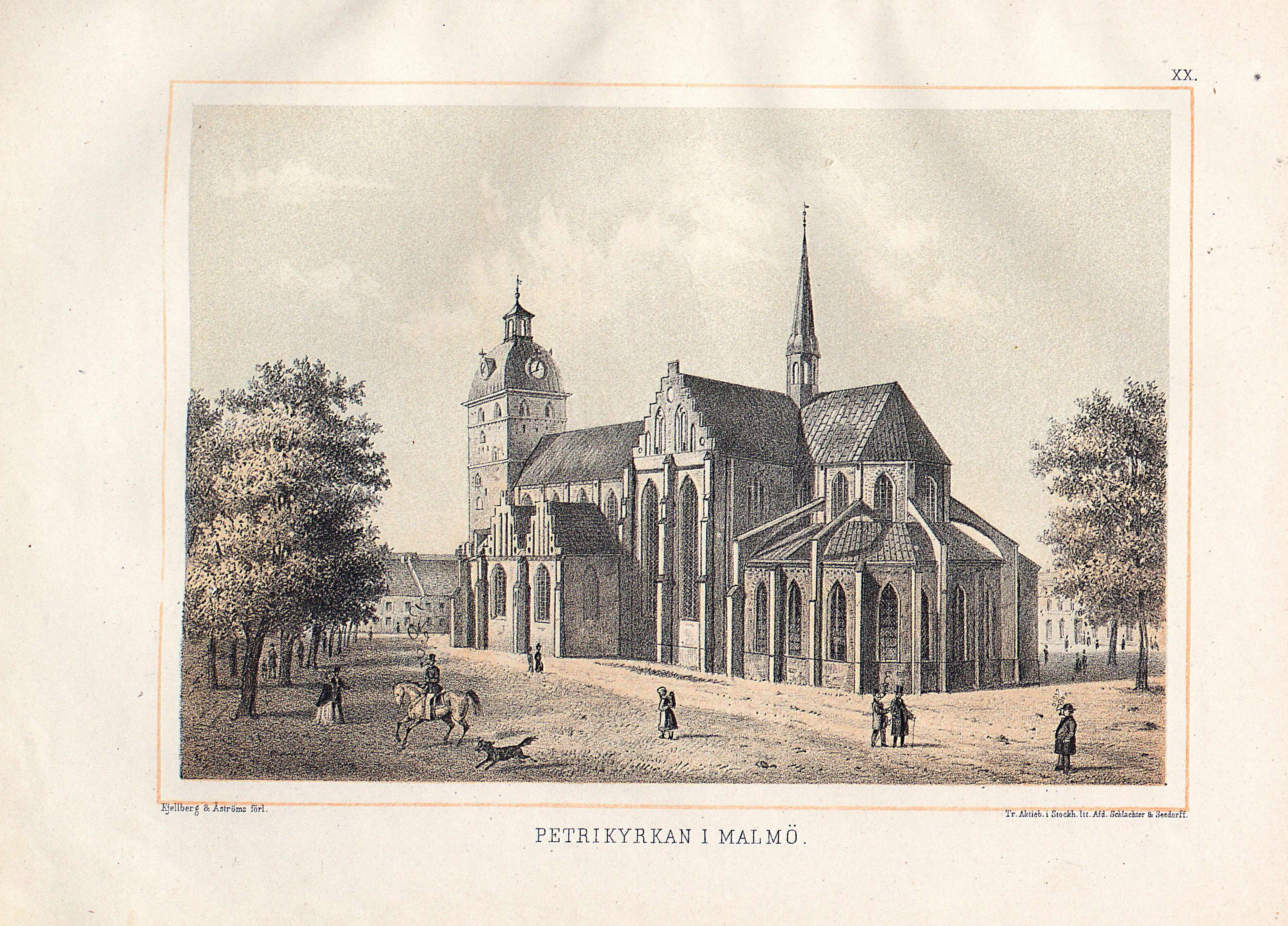
Färglitografi från 1874.

## Inventarier
Altaruppsatsen i S:t Petri kyrka är norra Europas största i trä. Den stod färdig 1611. Arbetet påbörjades 1608 då den i Malmö bosatte tyskfödde bildhuggaren Hendrich Könnicke (Köning) fick kontrakt på att leda arbetet. Ett flertal av dåtidens i Danmark berömda skulptörer engagerades i arbetet: Den tyskfödde Stadtzius billedsnider från Helsingör, Cort snedker och Ölldrich suarfuer (svarvare) från Malmö och Jacob Kregenbierg (Kremberg) billedsnider från Lund. Målningsarbetet utfördes av den också i Malmö verksamme tyske målaren Peiter Hartman.
Predikstolen i S:t Petri kyrka invigdes 1599. Efter två års arbete kunde Daniel stenhuggare härigenom avsluta ett mycket stort arbete. Den karakteristiska svarta stenen hämtades från stenbrottet i Fogelsång nordost om Lund. Denna väldiga predikstol bekostades av rådmannen i Malmö Engelbret Fris och överlämnades av honom som en gåva till staden. Om denna gåva finns en senare anteckning i kyrkans s.k. ”kyrkostolsbok” från året 1634: ”Anno 1599 Haffuer Eengellbredt Fris Radman her vdj Staden Forerredtt Predike Stollen vdi Sanckte Peders Kirke, Gud Till eerrre och Kirken Till Sirrat och Beprydellse. Dette vaar Een god Gaffue.”
I S:t Petri kyrka finns en mängd epitafier. Nästan alla är av sten då man vid ”restaureringen” av kyrkan vid mitten av 1800-talet brände upp alla äldre träinredningar och nästan alla träminnesmärken. De flesta av kyrkans bevarade epitafier härrör från 1600-talet och är alla bekostade av rika borgare vilka fått sina gravar inne i kyrkan.
I kyrkan finns ett stort antal gravstenar från 1600-talet och 1700-talet bevarade. Fram till mitten av 1800-talet var hela kyrkgolvet täckt av gravstenar från medeltiden och framåt. Merparten av dessa togs emellertid då upp, sönderslogs och forslades bort. De gravstenar som i dag bevarats är slitna efter seklers fotnötning men vittnar ändå om den rikedom som på den tiden fanns i handelsstaden Malmö.
I kyrkans sakristia finns i dag klenoder från äldre tider. Boksamlingen ”Dringenbergska liberiet” tillhör dessa sevärdheter. Böckerna i biblioteket går tillbaka till 1500-talet och har alltsedan dess varit i kyrkans ägo. När Linné besökte S:t Petri 1749 fanns boksamlingen i ett speciellt kapell öster om koret. Böckerna var då länkade med järnkedjor till gamla ”munkestolar”.
I sakristian finns också textilier i form av välbevarade fragment av medeltida, rikt broderade prästskrudar.
Under reformationen förstördes kyrkans Mariaskulpturer, men sedan 1995 finns i kyrkan åter en Mariaskulptur. Den är tillverkad i ek av konstnären Mårten Hultenberg. Träskulpturen byggdes på med flera krideringar (strukturfärg) av krita och lim, och sedan en 23 karats förgyllning och tempera färg.

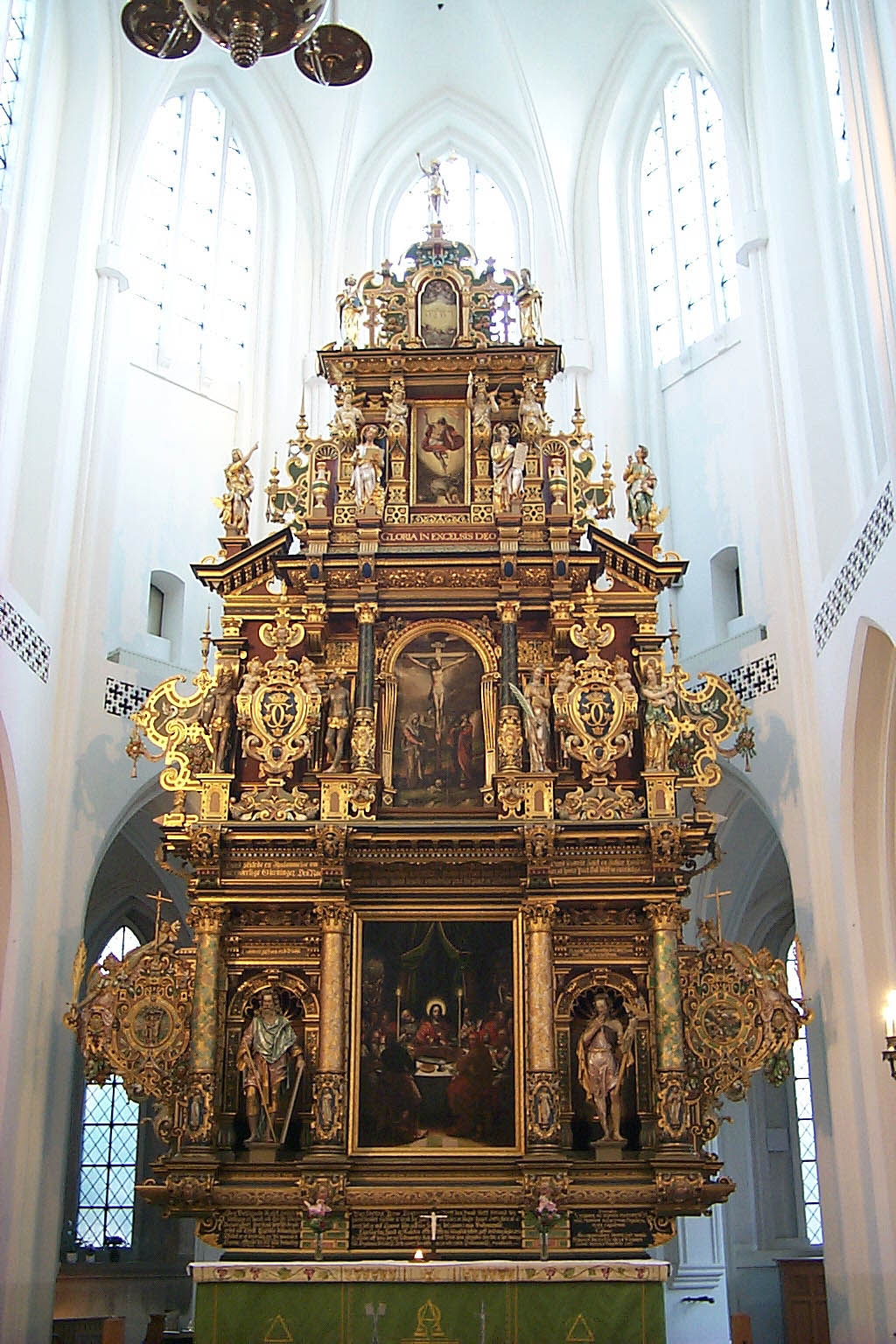
Altaruppsatsen
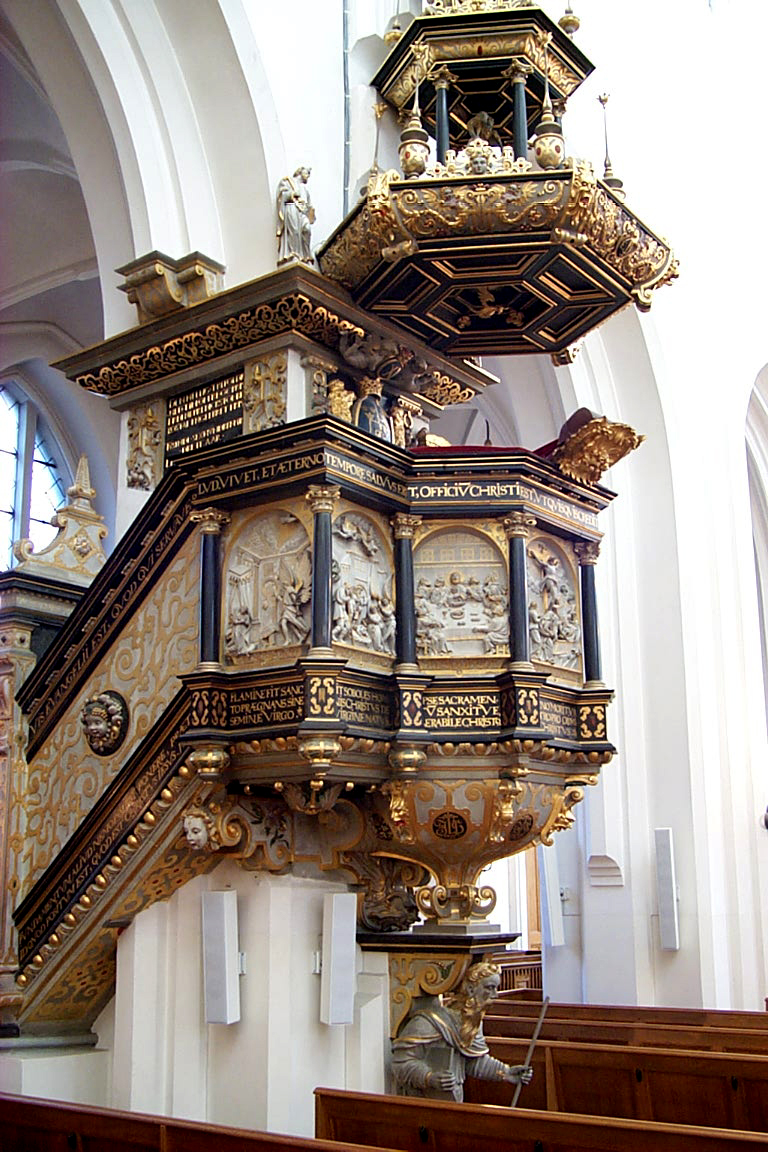
Predikstolen
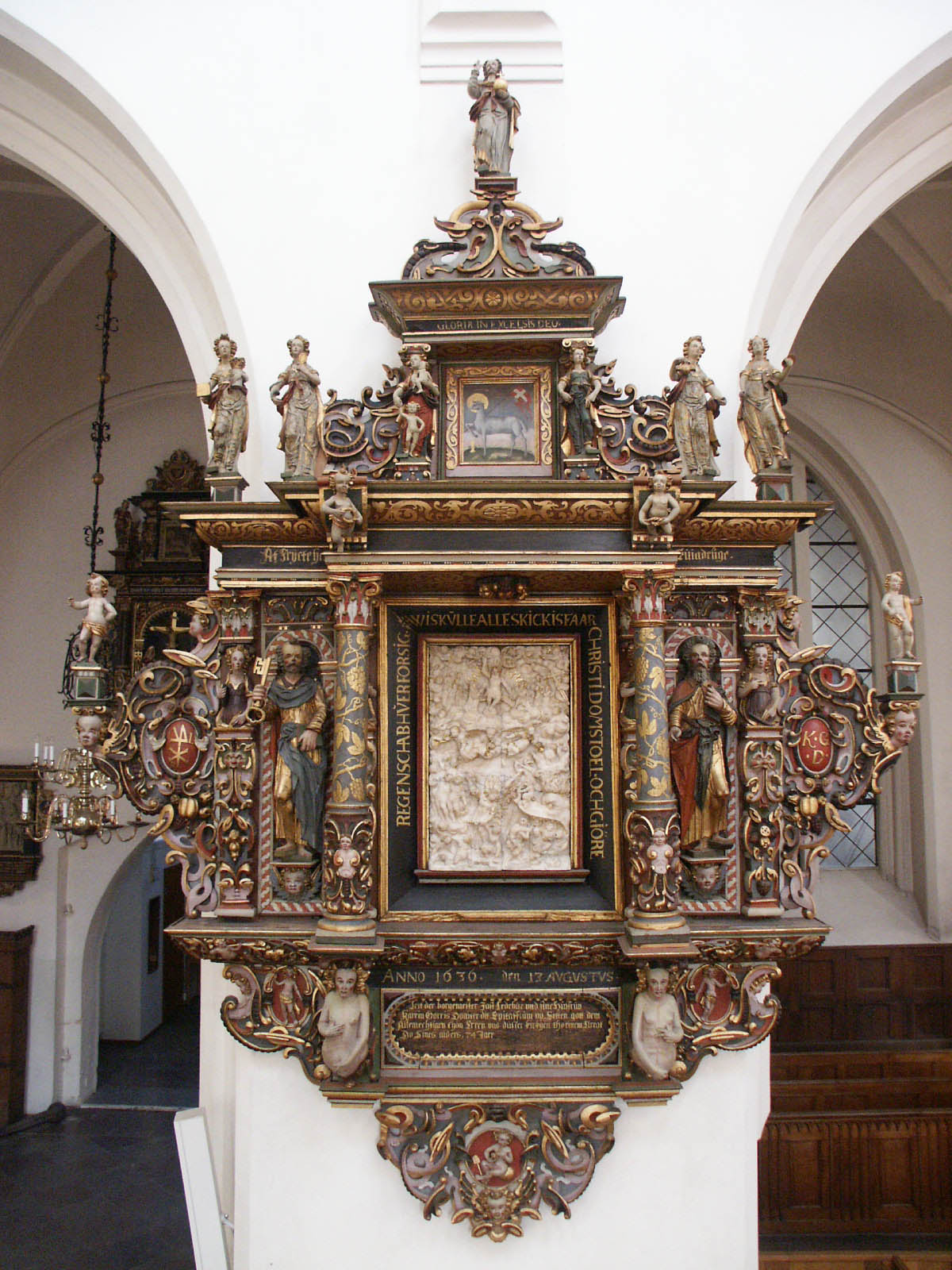
Epitafium
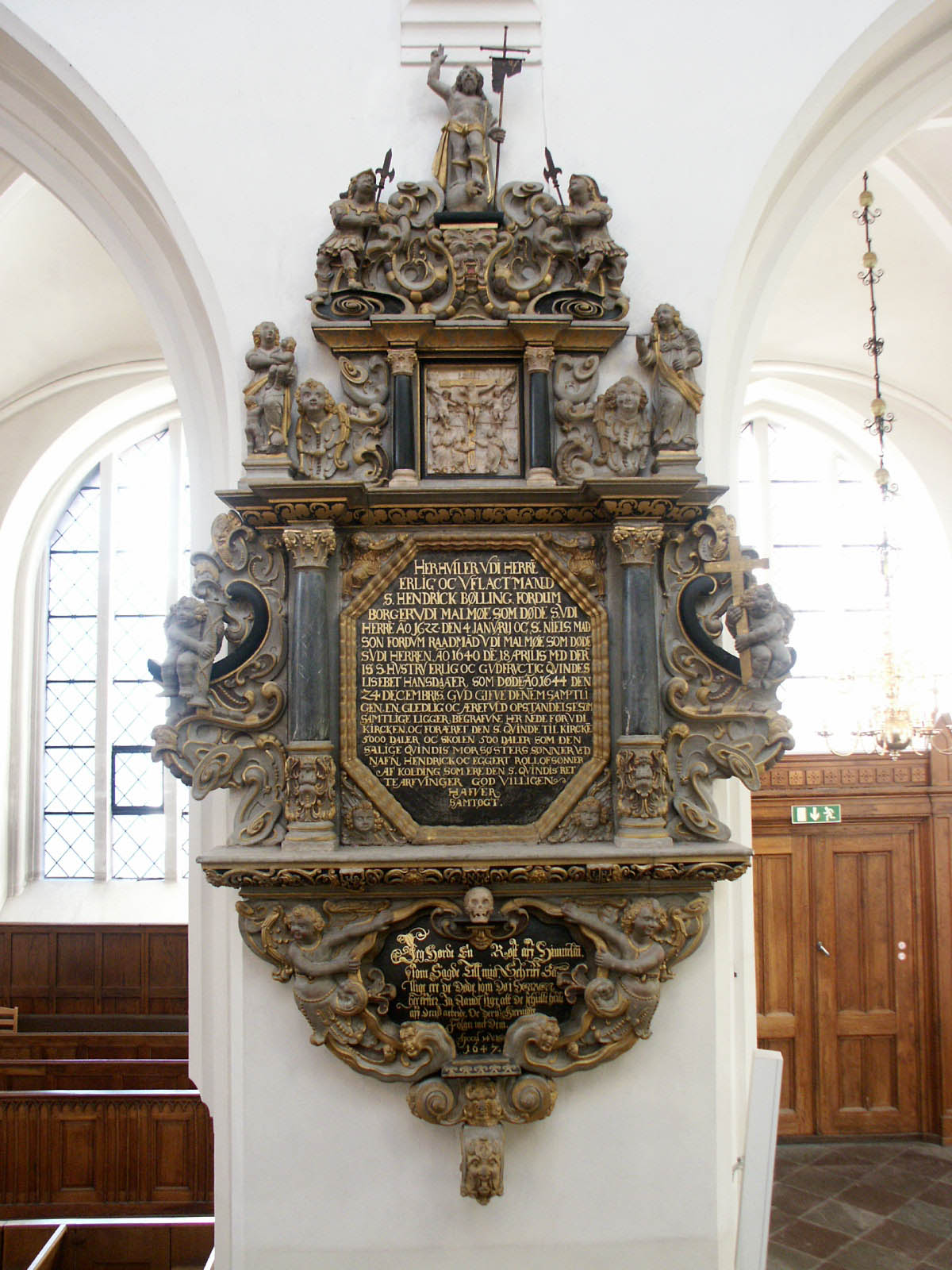
Epitafium
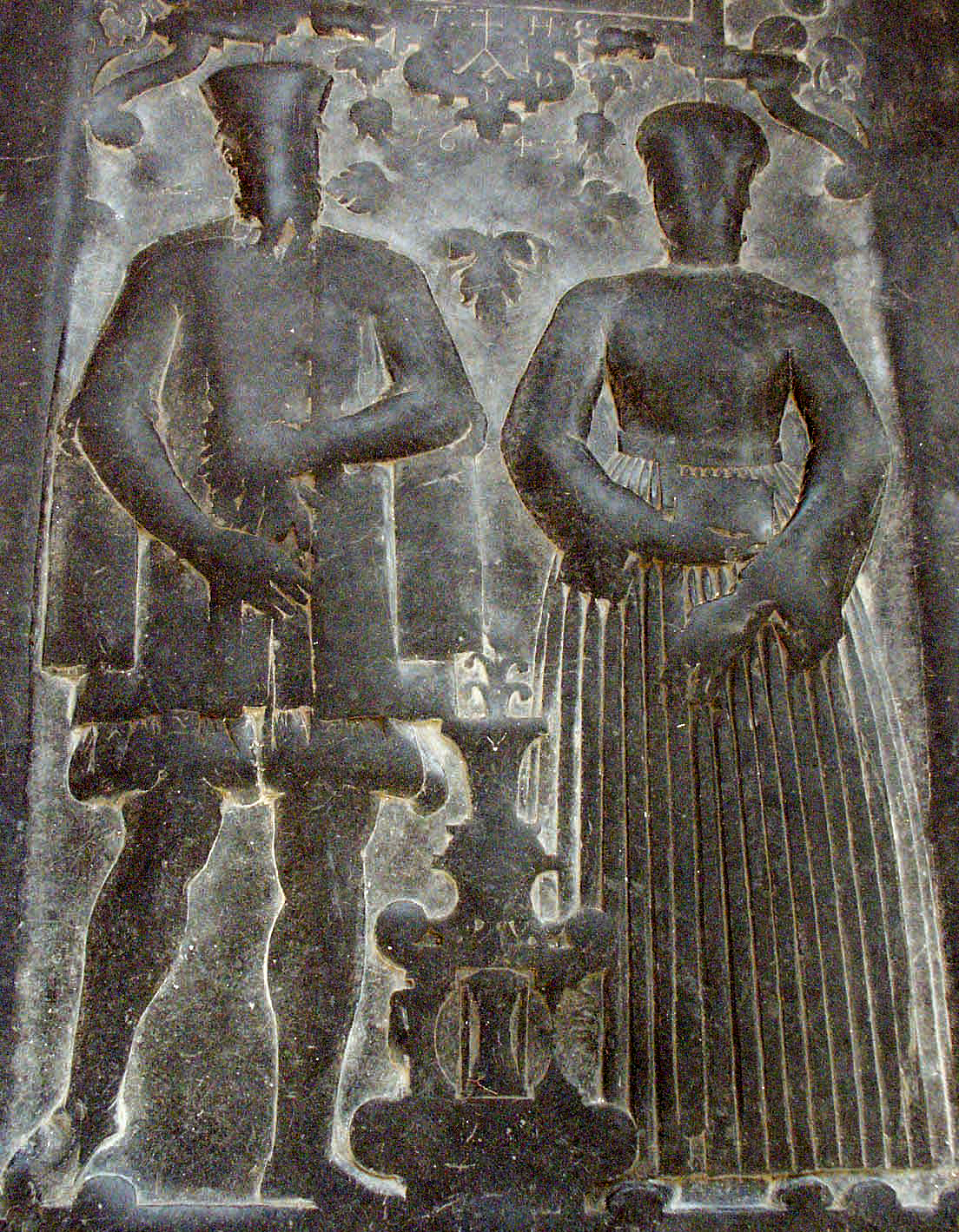
Gravsten 1560-talet
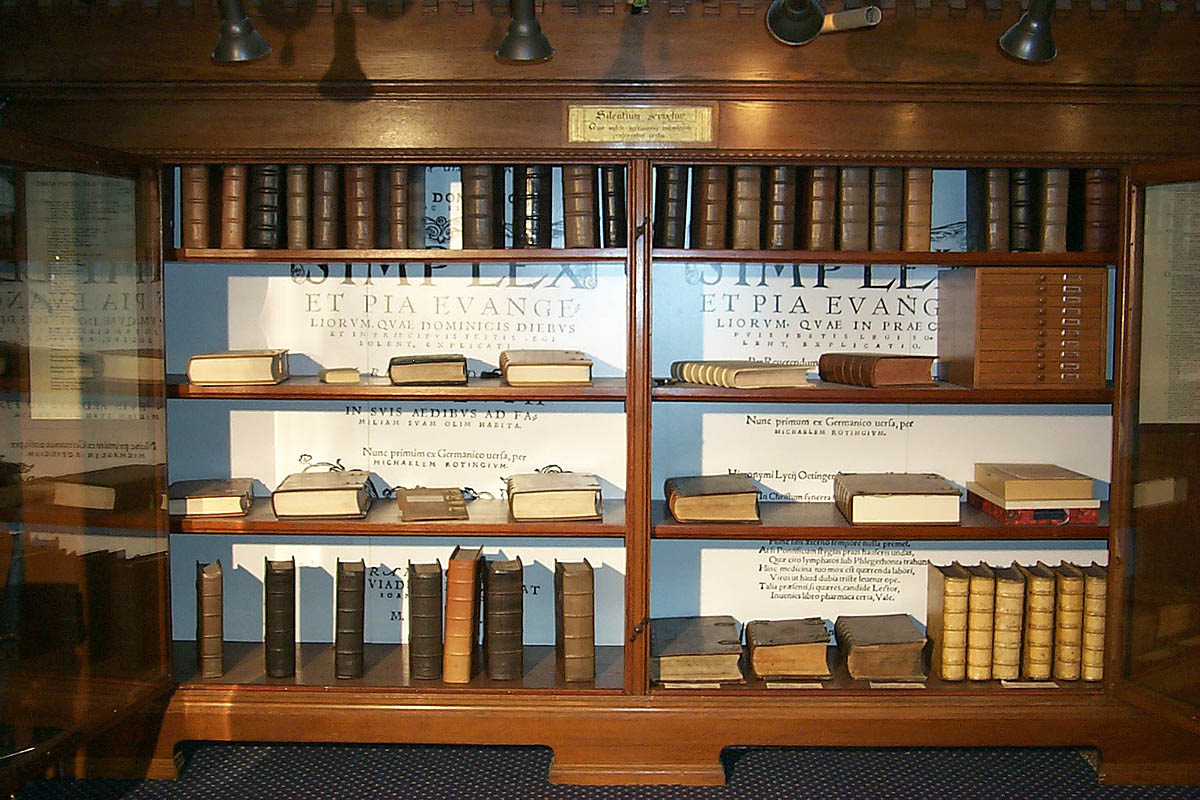
Dringenbergska liberiet
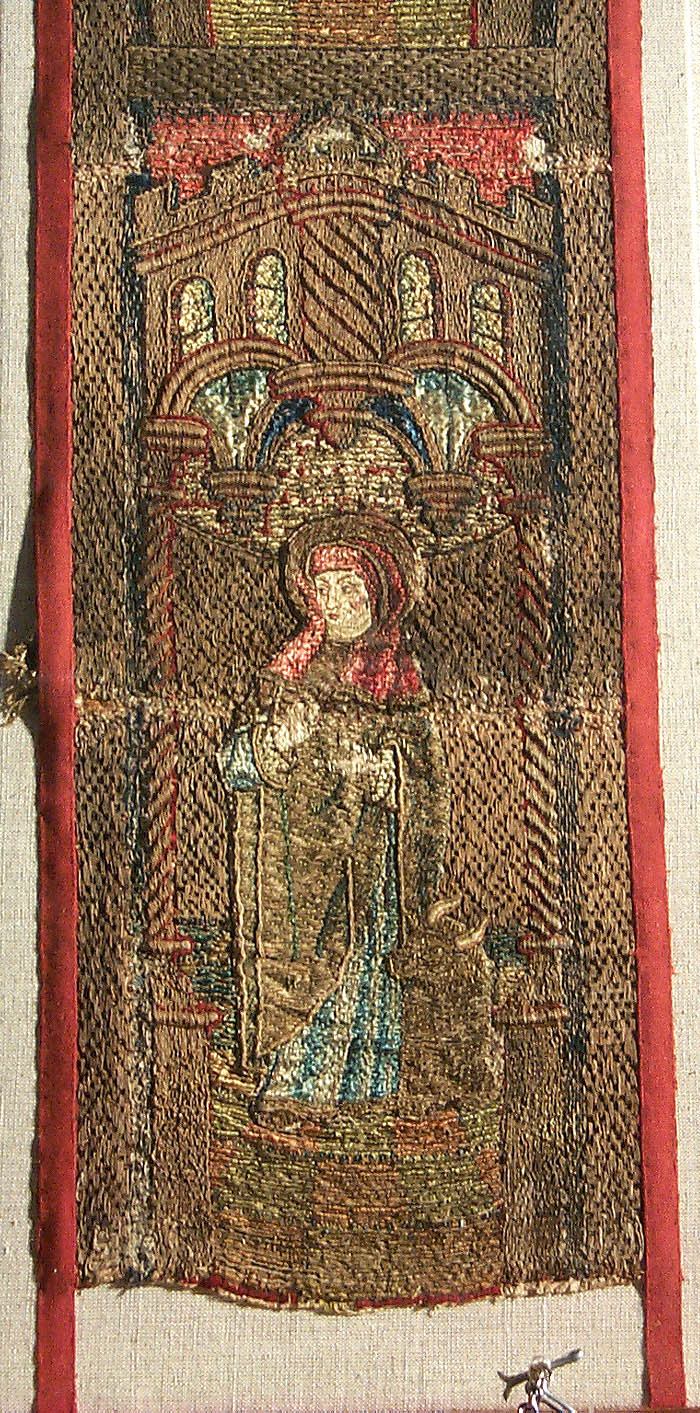
Medeltida textilier
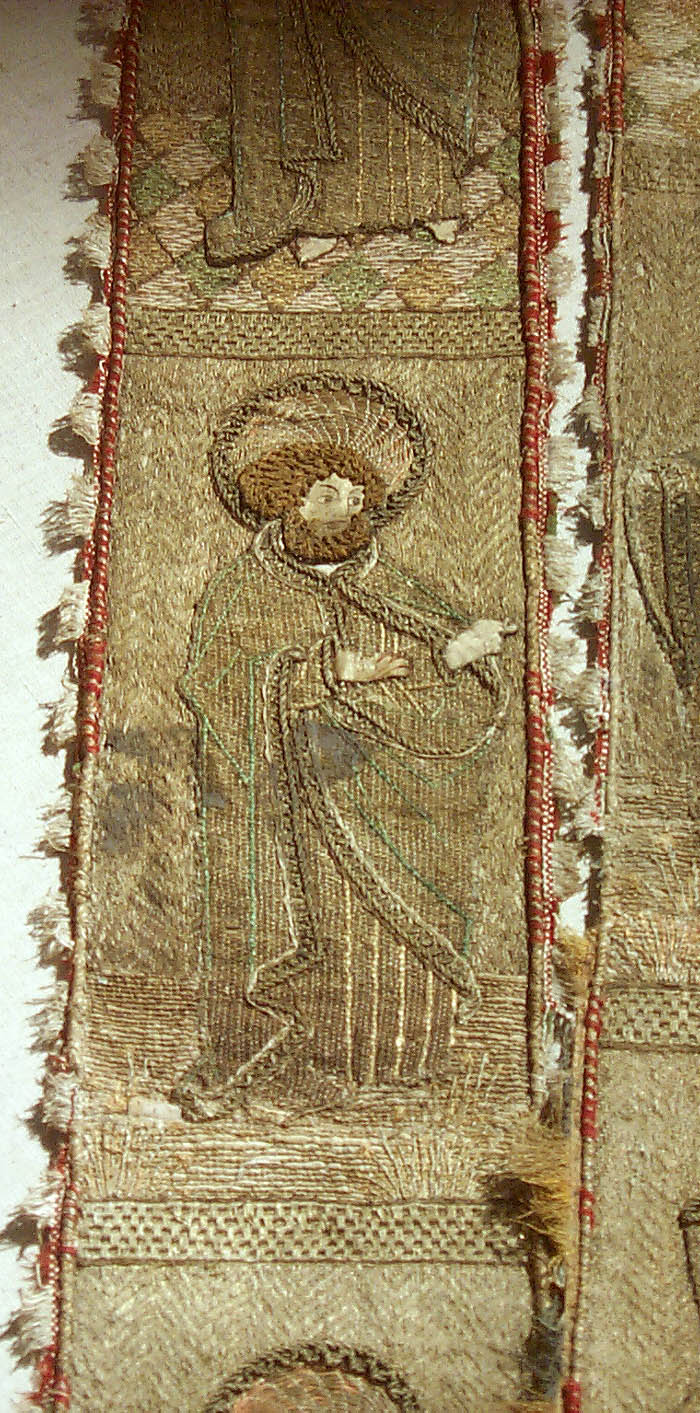
Medeltida textilier
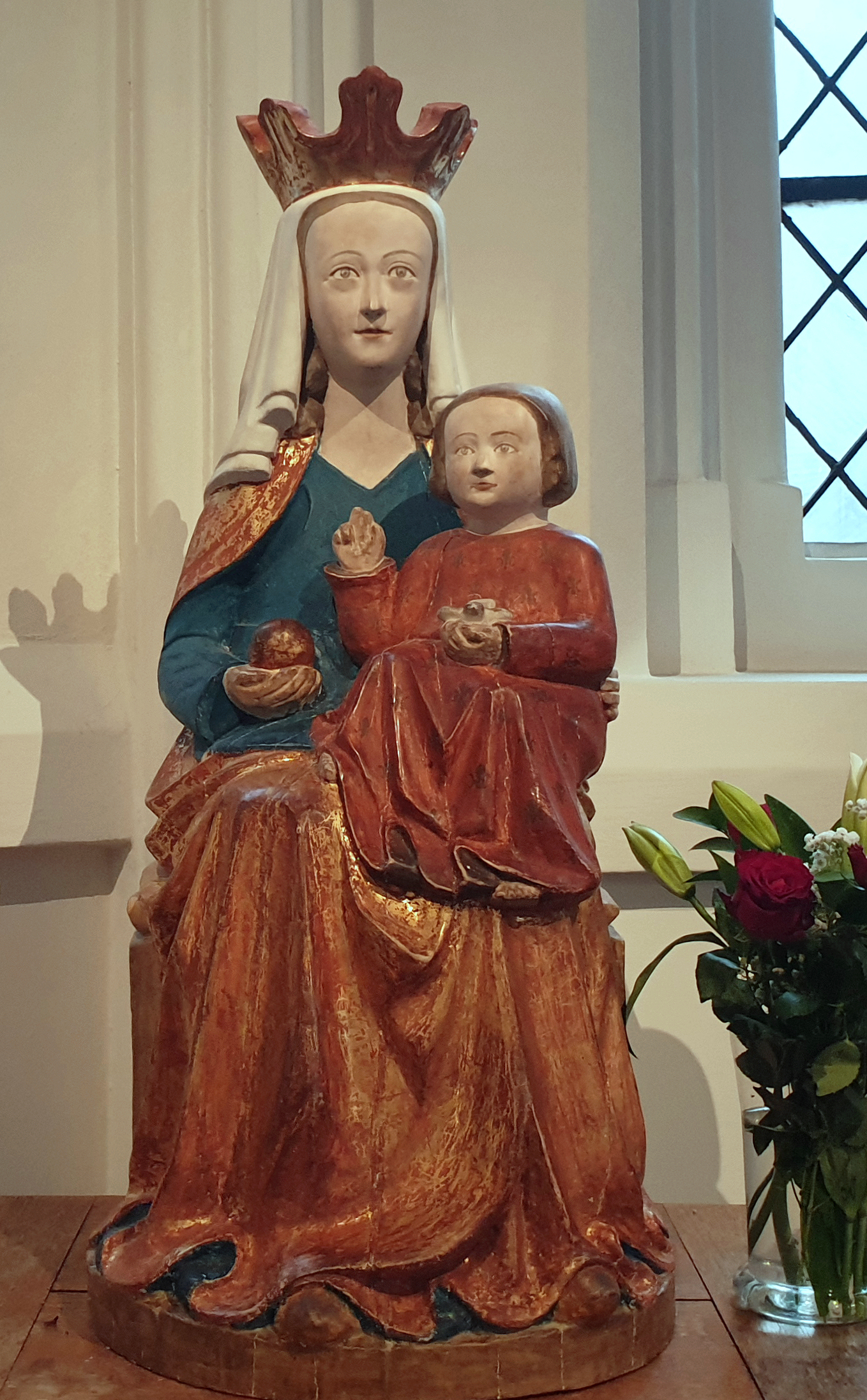
Jungfru Maria och Jesusbarnet, skulptur
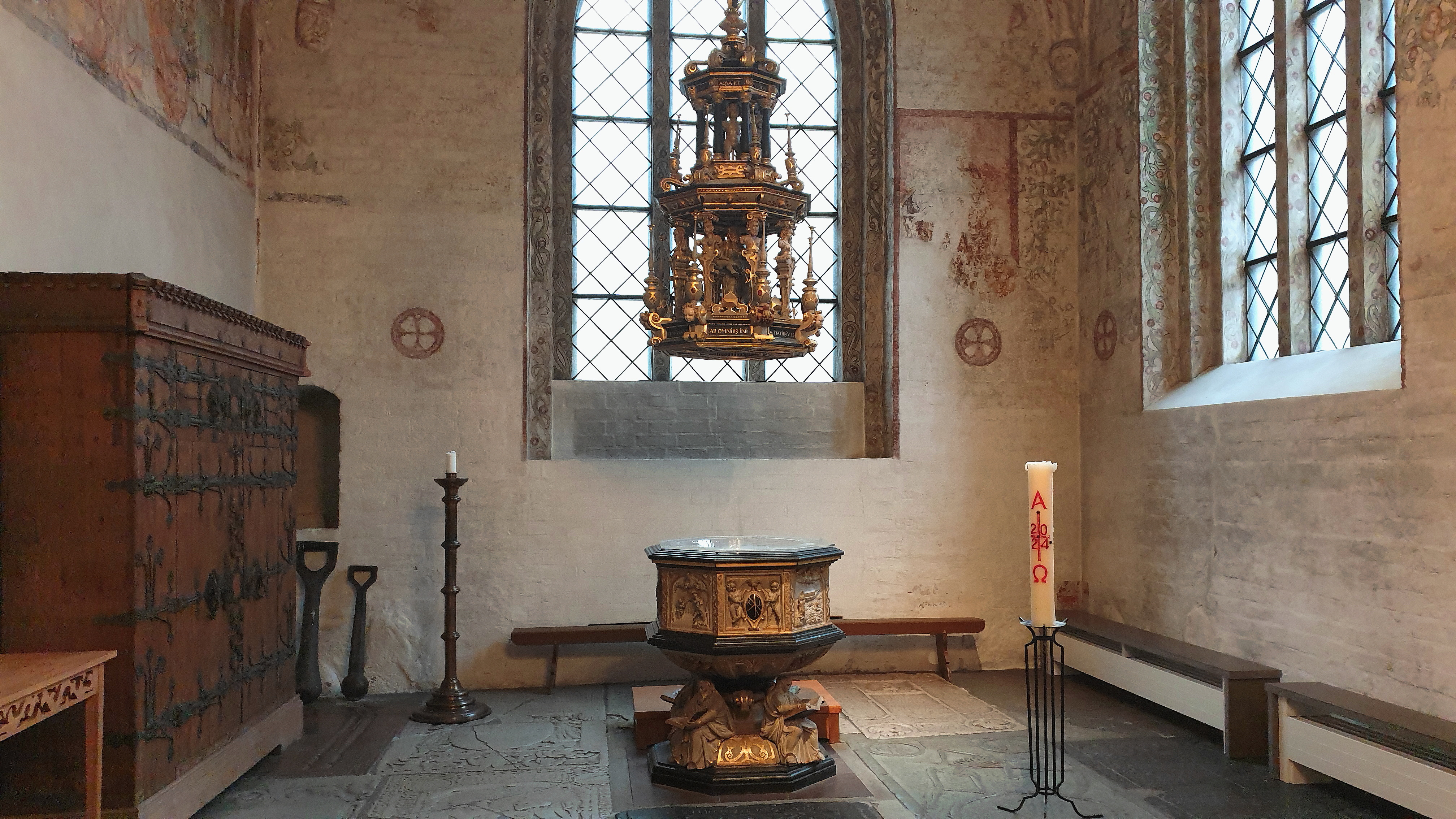
Krämarekapellet med dopfunten
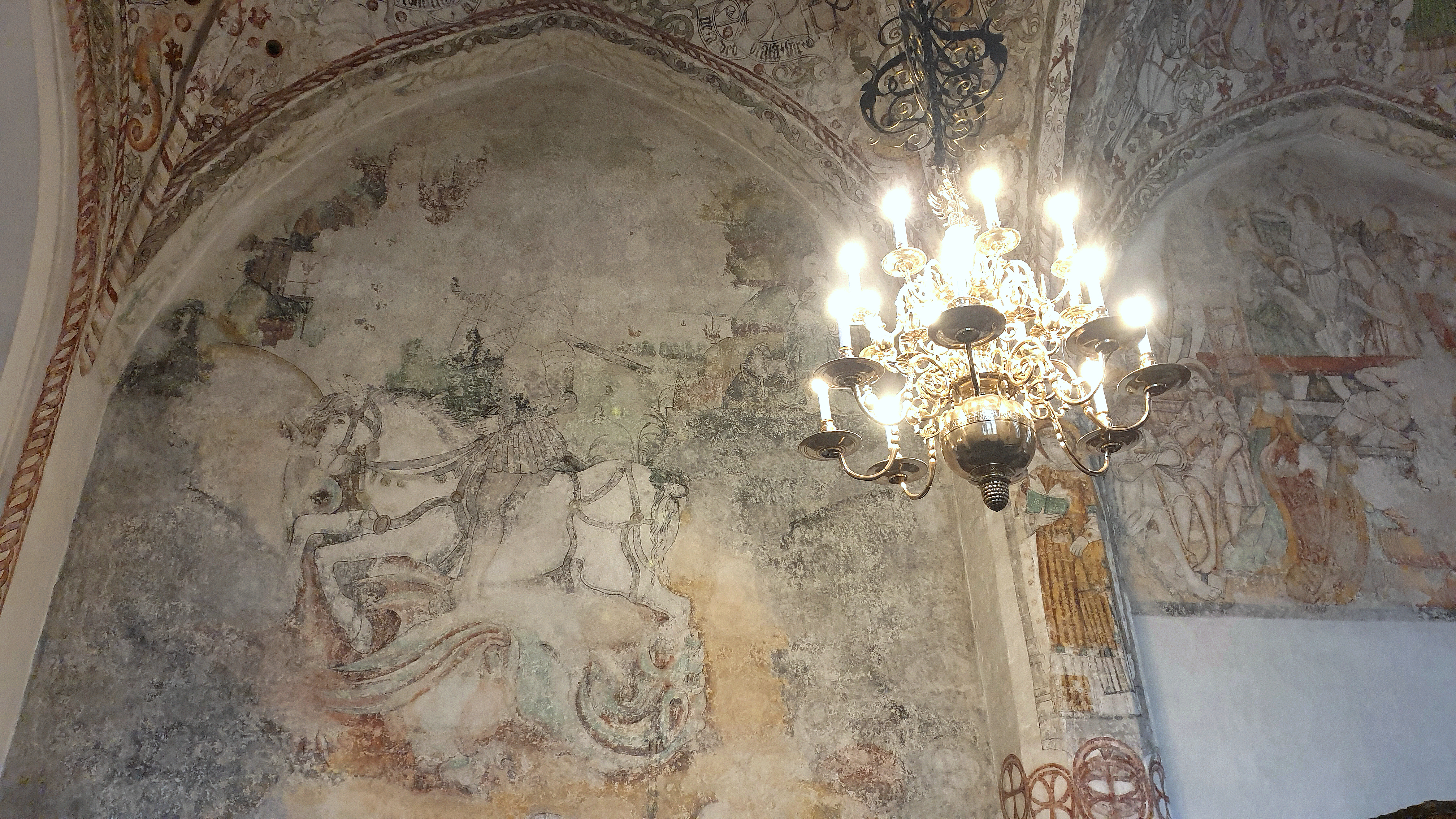
Krämarekapellet, kalkmålningar vägg
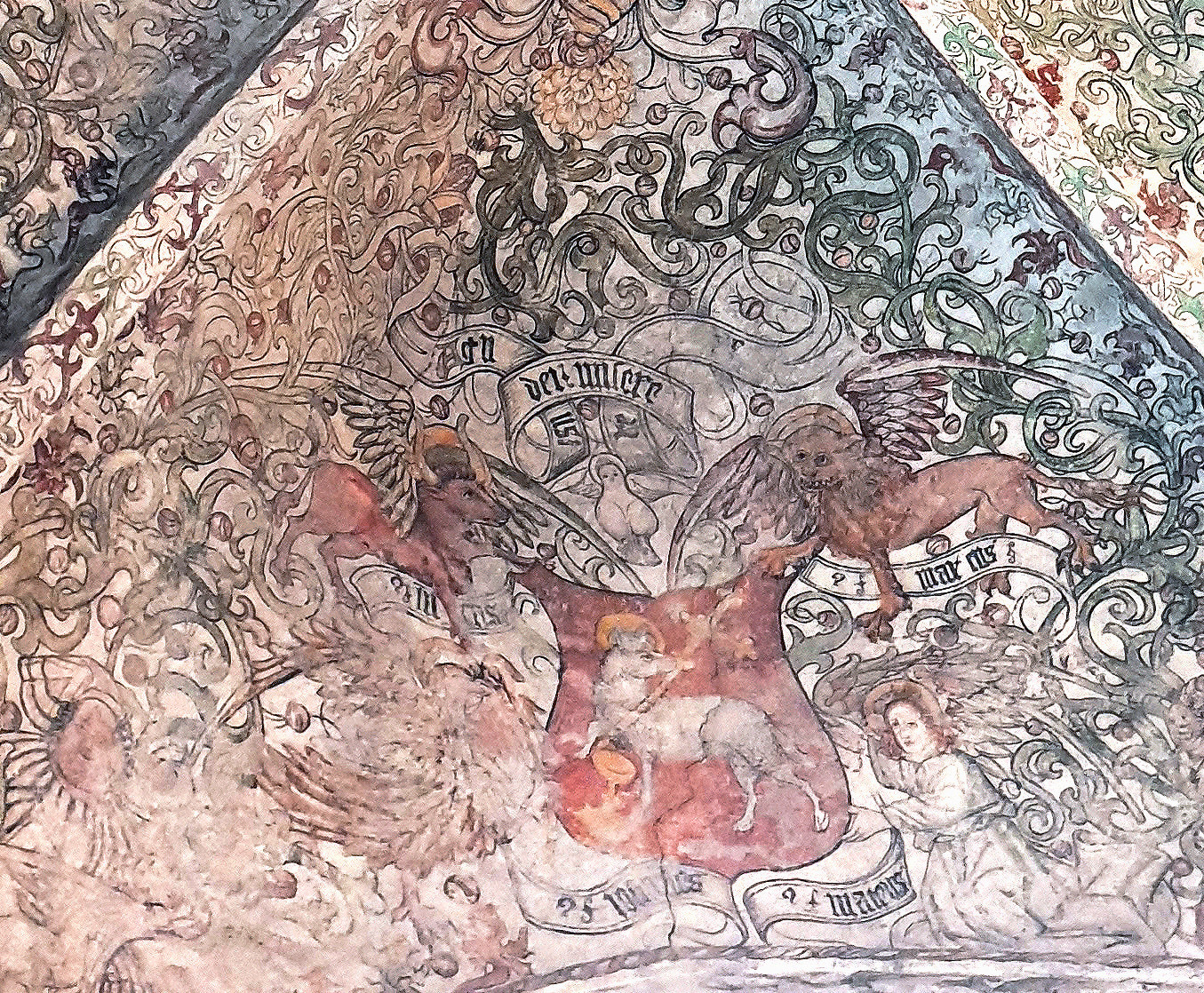
Krämarekapellet, kalkmålning tak

## Berömda präster i kyrkan
Genom århundradena har ett antal namnkunniga präster tjänat i Malmö S:t Petri kyrka. Av dessa kan nämnas:
- Claus Mortensen 1528–1541
- Hans Christensen Sthen 1583–1607
- Anders Petter Gullander 1814–1862
- Albert Lysander 1903–1950
- Herman Schlyter 1957-1978

## Orglar

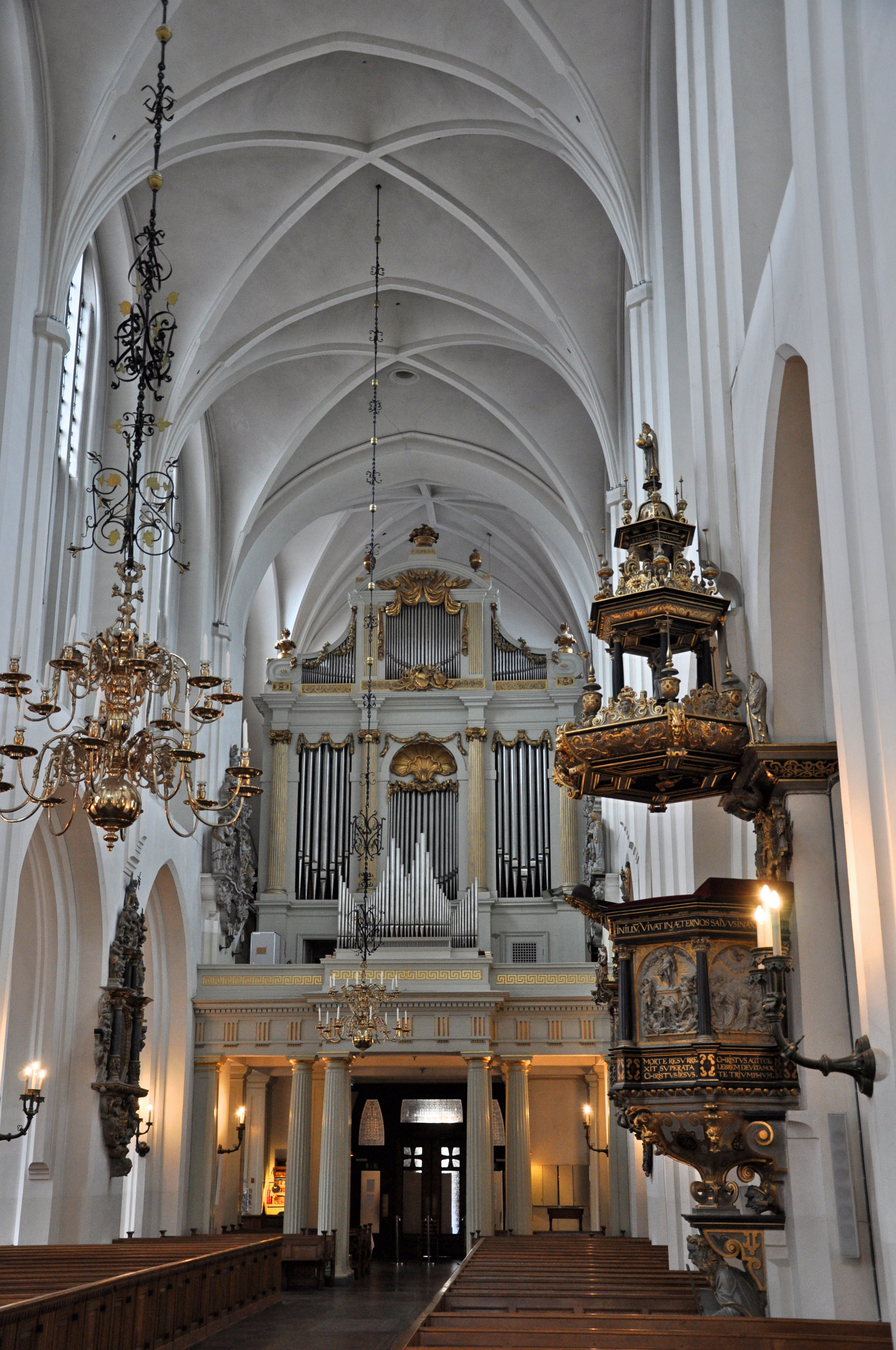
Läktarorgeln med fasad från 1797 och ryggpositiv från 1951.

- På 1500-talet byggdes en orgel med 11 stämmor i kyrkan. Orgeln utökades senare till 21 stämmor. Den var placerad på en läktare i norra tvärskeppet vid altaret. Orgelns huvudverk och pedal såldes 1799 till Genarps kyrka och ryggpositivet till Drängsereds kyrka. 1937 flyttades orgeln från Genarps kyrka till Malmö museum.
- 1797 byggde Olof Schwan, Stockholm en orgel med 34 stämmor.
- 1914 byggde E F Walcker & Co, Ludwigsburg, Tyskland en orgel med 73 stämmor.[3]

| \| Manual I (C-a3) \| Manual II (C-a3) \| Manual III (C-a3) \| Manual IV (C-a3) \| Pedal (C-f1) \| Koppel \| \| ----------------------- \| ------------------- \| ----------------------- \| ------------------- \| ----------------------- \| --------- \| \| Principal 16' \| Kvintadena 16' \| Lieblich gedackt 16' \| Fjärrverk \| Principal 32' \| II/I \| \| Borduna 16' \| Flöjtprincipal 8' \| Violinprincipal 8' \| Vox angelica 8' \| Principal 16' \| III/I \| \| Principal 8' \| Kvintadena 8' \| Flûte harmonique 8' \| Lieblich gedackt 8' \| Subbas 16' \| III/II \| \| Dubbelflöjt 8' \| Konsertflöjt 8' \| Salicional 8' \| Ekogamba 8' \| Violon 16' \| IV/III \| \| Gamba 8' \| Fugara 8' (htr) \| Rörflöjt 8' \| Gemshorn 4' \| Harmonikabas 16' \| I/P \| \| Grobgedackt 8' \| Gedackt 8' \| Voix céleste 8' \| Vox humana 8' \| Ekobas 16' (transm.) \| II/P \| \| Gemshorn 8' \| Violin 8' \| Eolin 8' \| Tremulant \| Quinta 10 2/3' \| III/P \| \| Flauto amabile 8' \| Violinprincipal 4' \| Violin 4' \| Kororgel \| Octavbas 8' \| IV/P \| \| Syntematofon 8' (htr) \| Traversflöjt 4' \| Flauto dolce 4' \| Rörgedackt 8' \| Cello 8' \| II 4'/I \| \| Octava 4' \| Piccolo 2' \| Flautino 2' \| Dulcian 8' \| Gedacktbas 8' (transm.) \| II 16'/I \| \| Flûte octaviante 4' \| Mixtur 3-4 chor \| Harmonia aethera 3 chor \| Spetsflöjt 4' \| Salicetbas 8' (transm.) \| III 4'/I \| \| Kvinta 2 2/3' \| Kornettino 3-5 chor \| Eufon 8' \| \| Koralbas 4' \| III 16'/I \| \| Octava 2' \| Fagott 16' (htr) \| Oboe 8' \| \| Mixtur 5 chor \| II 4'/II \| \| Mixtur 5 chor \| Trumpet 8' (htr) \| Crescendosvällare \| \| Bombardon 32' \| II 16'/II \| \| Kornett 5-8 chor \| Trumpet 4' \| \| \| Kontrafagott 16' \| I 4'/P \| \| Trumpet 16' \| Klockspel \| \| \| Basun 16' \| II 4'/P \| \| Tuba mirabilis 8' (htr) \| Crescendosvällare \| \| \| Trumpet 8' \| \| \| Clairon 4' \| \| \| \| Clairon 4' \| \| |                     |                         |                     |                         |           |
| Manual I (C-a3) | Manual II (C-a3)    | Manual III (C-a3)       | Manual IV (C-a3)    | Pedal (C-f1)            | Koppel    |
| Principal 16' | Kvintadena 16'      | Lieblich gedackt 16'    | Fjärrverk           | Principal 32'           | II/I      |
| Borduna 16' | Flöjtprincipal 8'   | Violinprincipal 8'      | Vox angelica 8'     | Principal 16'           | III/I     |
| Principal 8' | Kvintadena 8'       | Flûte harmonique 8'     | Lieblich gedackt 8' | Subbas 16'              | III/II    |
| Dubbelflöjt 8' | Konsertflöjt 8'     | Salicional 8'           | Ekogamba 8'         | Violon 16'              | IV/III    |
| Gamba 8' | Fugara 8' (htr)     | Rörflöjt 8'             | Gemshorn 4'         | Harmonikabas 16'        | I/P       |
| Grobgedackt 8' | Gedackt 8'          | Voix céleste 8'         | Vox humana 8'       | Ekobas 16' (transm.)    | II/P      |
| Gemshorn 8' | Violin 8'           | Eolin 8'                | Tremulant           | Quinta 10 2/3'          | III/P     |
| Flauto amabile 8' | Violinprincipal 4'  | Violin 4'               | Kororgel            | Octavbas 8'             | IV/P      |
| Syntematofon 8' (htr) | Traversflöjt 4'     | Flauto dolce 4'         | Rörgedackt 8'       | Cello 8'                | II 4'/I   |
| Octava 4' | Piccolo 2'          | Flautino 2'             | Dulcian 8'          | Gedacktbas 8' (transm.) | II 16'/I  |
| Flûte octaviante 4' | Mixtur 3-4 chor     | Harmonia aethera 3 chor | Spetsflöjt 4'       | Salicetbas 8' (transm.) | III 4'/I  |
| Kvinta 2 2/3' | Kornettino 3-5 chor | Eufon 8'                |                     | Koralbas 4'             | III 16'/I |
| Octava 2' | Fagott 16' (htr)    | Oboe 8'                 |                     | Mixtur 5 chor           | II 4'/II  |
| Mixtur 5 chor | Trumpet 8' (htr)    | Crescendosvällare       |                     | Bombardon 32'           | II 16'/II |
| Kornett 5-8 chor | Trumpet 4'          |                         |                     | Kontrafagott 16'        | I 4'/P    |
| Trumpet 16' | Klockspel           |                         |                     | Basun 16'               | II 4'/P   |
| Tuba mirabilis 8' (htr) | Crescendosvällare   |                         |                     | Trumpet 8'              |           |
| Clairon 4' |                     |                         |                     | Clairon 4'              |           |

- Den nuvarande orgeln byggdes 1951 av Marcussen & Søn, Aabenraa, Danmark. Orgeln har fria och fasta kombinationer. Orgeln har mekanisk traktur i manual I, II, III och pedal, elektrisk traktur i manual IV och elektrisk registratur. Fasaden är från 1797 års orgel.

| \| Ryggpositiv I (C-g3) \| Huvudverk II (C-g3) \| Öververk III (C-g3) \| Svällverk IV (C-g3) \| Fjärrverk IV (C-c4) \| Korverk IV (C-a3) \| Chamade (C-c4) \| Pedal (C-f1) \| Koppel \| \| Principal 8' \| Principal 16' \| Italiensk Principal 8' \| Gedackt 16' \| Gedackt 8' \| Rörgedackt 8' \| Chamade 16' \| Basse acoustique 64' (2017) \| I/P \| \| Gedackt 8' \| Quintadena 16' \| Rörflöjt 8' \| Flûte harmonique 8' \| Ekogamba 8' \| Salicional 8' \| Chamade 8' \| Soubasse 32' (2017) \| II/P \| \| Quintadena 8' \| Oktava 8' \| Gedackt 8' \| Gedackt 8' \| Gemshorn 4' \| Spetsflöjt 4' \| Chamade 4' \| Principal 16' \| III/P \| \| Oktava 4' \| Spetsflöjt 8' \| Oktava 4' \| Salicional 8' \| Oktava 2' \| \| \| Subbas 16' \| IV/P \| \| Gedacktflöjt 4' \| Oktava 4' \| Blockflöjt 4' \| Voix celestes 8' \| Sivflöjt 1' \| \| \| Gedackt 16' \| I/II \| \| Oktava 2' \| Rörflöjt 4' \| Quintadena 4' \| Gamba 8' \| Tremulant \| \| \| Quinta 10 2/3' \| III/II \| \| Gemshorn 2' \| Spetsquint 2 2/3' \| Oktava 2' \| Traversflöjt 4' \| \| \| \| Oktava 8' \| IV/II \| \| Sivflöjt 1 1/3' \| Oktava 2' \| Gedacktflöjt 2' \| Quint 2 2/3' \| \| \| \| Gedackt 8' \| -II \| \| Oktava 1' \| Flachflöjt 2' \| Nasat 1 1/3' \| Waldflöjt 2' \| \| \| \| Oktava 4' \| \| \| Sesquialtera 2 chor \| Rauschquint 3 chor \| Waldflöjt 1' \| Ters 1 3/5' \| \| \| \| Koppelflöjt 4' \| \| \| Scharf 4-6 chor \| Mixtur 6-8 chor \| Mixtur 4 chor \| Mixtur 5-7 chor \| \| \| \| Nachthorn 2' \| \| \| Dulcian 16' \| Cymbel 3 chor \| Cymbel 2 chor \| Cymbel 3 chor \| \| \| \| Rörflöjt 1' + 1/2' \| \| \| Krumhorn 8' \| Trumpet 16' \| Skalmeja 8' \| Fagott 16' \| \| \| \| Rauschquint 4 chor \| \| \| Regal 4' \| Trumpet 8' \| Vox humana 8' \| Trumpet 8' \| \| \| \| Mixtur 6 chor \| \| \| Tremulant \| \| Tremulant \| Oboe 8' \| \| \| \| Basun 32' \| \| \| \| \| \| Clairon 4' \| \| \| \| Basun 16' \| \| \| \| \| \| Crescendosvällare \| \| \| \| Dulcian 16' \| \| \| \| \| \| \| \| \| \| Trumpet 8' \| \| \| \| \| \| \| \| \| \| Trumpet 4' \| \| \| \| \| \| \| \| \| \| Cornet 2' \| \| |                     |                        |                     |                     |                   |                |                             |        |
| Ryggpositiv I (C-g3) | Huvudverk II (C-g3) | Öververk III (C-g3)    | Svällverk IV (C-g3) | Fjärrverk IV (C-c4) | Korverk IV (C-a3) | Chamade (C-c4) | Pedal (C-f1)                | Koppel |
| Principal 8' | Principal 16'       | Italiensk Principal 8' | Gedackt 16'         | Gedackt 8'          | Rörgedackt 8'     | Chamade 16'    | Basse acoustique 64' (2017) | I/P    |
| Gedackt 8' | Quintadena 16'      | Rörflöjt 8'            | Flûte harmonique 8' | Ekogamba 8'         | Salicional 8'     | Chamade 8'     | Soubasse 32' (2017)         | II/P   |
| Quintadena 8' | Oktava 8'           | Gedackt 8'             | Gedackt 8'          | Gemshorn 4'         | Spetsflöjt 4'     | Chamade 4'     | Principal 16'               | III/P  |
| Oktava 4' | Spetsflöjt 8'       | Oktava 4'              | Salicional 8'       | Oktava 2'           |                   |                | Subbas 16'                  | IV/P   |
| Gedacktflöjt 4' | Oktava 4'           | Blockflöjt 4'          | Voix celestes 8'    | Sivflöjt 1'         |                   |                | Gedackt 16'                 | I/II   |
| Oktava 2' | Rörflöjt 4'         | Quintadena 4'          | Gamba 8'            | Tremulant           |                   |                | Quinta 10 2/3'              | III/II |
| Gemshorn 2' | Spetsquint 2 2/3'   | Oktava 2'              | Traversflöjt 4'     |                     |                   |                | Oktava 8'                   | IV/II  |
| Sivflöjt 1 1/3' | Oktava 2'           | Gedacktflöjt 2'        | Quint 2 2/3'        |                     |                   |                | Gedackt 8'                  | -II    |
| Oktava 1' | Flachflöjt 2'       | Nasat 1 1/3'           | Waldflöjt 2'        |                     |                   |                | Oktava 4'                   |        |
| Sesquialtera 2 chor | Rauschquint 3 chor  | Waldflöjt 1'           | Ters 1 3/5'         |                     |                   |                | Koppelflöjt 4'              |        |
| Scharf 4-6 chor | Mixtur 6-8 chor     | Mixtur 4 chor          | Mixtur 5-7 chor     |                     |                   |                | Nachthorn 2'                |        |
| Dulcian 16' | Cymbel 3 chor       | Cymbel 2 chor          | Cymbel 3 chor       |                     |                   |                | Rörflöjt 1' + 1/2'          |        |
| Krumhorn 8' | Trumpet 16'         | Skalmeja 8'            | Fagott 16'          |                     |                   |                | Rauschquint 4 chor          |        |
| Regal 4' | Trumpet 8'          | Vox humana 8'          | Trumpet 8'          |                     |                   |                | Mixtur 6 chor               |        |
| Tremulant |                     | Tremulant              | Oboe 8'             |                     |                   |                | Basun 32'                   |        |
| |                     |                        | Clairon 4'          |                     |                   |                | Basun 16'                   |        |
| |                     |                        | Crescendosvällare   |                     |                   |                | Dulcian 16'                 |        |
| |                     |                        |                     |                     |                   |                | Trumpet 8'                  |        |
| |                     |                        |                     |                     |                   |                | Trumpet 4'                  |        |
| |                     |                        |                     |                     |                   |                | Cornet 2'                   |        |

- 2016 skedde den första i raden av flera om- och tillbyggnader av kyrkans orglar. Läktarorgeln omintonerades och tre år senare utökades den med Soubasse 32', Basse acoustique 64' Chamade 16', 8' och 4'. Omintoneringen utfördes av Th. Frobenius & Sönner och Mårtenssons orgelbyggeri. De nya stämmorna tillverkades av Orgelbau Klais i Bonn. Såväl altarorgeln som echoorgeln som ursprungligen kommer från Walckers instrument, restaurerades dessutom av orgelbyggare Anders Sällström.[4][5]
- I maj 2019 invigdes en helt ny kororgel byggd av den tyska orgelfirman Klais. Orgeln har ett tjugotal befintliga stämmor. Dessa är utbyggda i oktaver vilket därmed möjliggör ett stort antal transmissioner och med hjälp av den moderna tekniken är det också möjligt att bygga sina egna stämmor och klanger på vilket sätt man än önskar. Utöver ett flertal effektstämmor finns också ett stort övertonsverk. Orgeln är spelbar från ett nytt sexmanualigt spelbord varifrån även Marcussen-orgeln och fjärrverken kan manövreras.

Initiativtagare till renoveringen av Marcussen-orgeln samt till byggnationen av kororgeln är Carl Adam Landström, chefsorganist i Sankt Petri kyrka. 
| \| Manual/Pedal (C-c4) \| Manual/Pedal (C-c4) \| Pedal (C-g1) \| Effektregister \| \| ------------------- \| -------------------------- \| ----------------------- \| -------------- \| \| Montre 16' \| Bourdon 16' \| Basse acoustique 32' \| Chimes (g-g2) \| \| Montre 8' \| Contre Gambe 16' \| Flûte 16' \| Rain \| \| Principal 8' \| Grosse Quinte 10 2/3' \| Contrebasse 16' \| Thunder \| \| Bourdon 8' \| Diapason 8' \| Bordun 16' \| Drum \| \| Prestant 4' \| Flûte d'orchestre 8' \| Violonbasse 16' \| Rossignol \| \| Octave 4' \| Cor de nuit 8' \| Grosse Quinte 10 2/3' \| \| \| Flûte douce 4' \| Viole 8' \| Flûte 8' \| \| \| Quinte 2 2/3' \| Voix angélique 8' \| Montre 8' \| \| \| Doublette 2' \| Neuvième mineur 7 9/17' \| Principal 8' \| \| \| Plein jeu 5 chor \| Neuvième majeur 7 1/9' \| Bourdon 8' \| \| \| Trompette 16' \| Tierce mineur 6 14/19' \| Diapason 8' \| \| \| Trompette 8' \| Tierce majeur 6 2/5' \| Flûte d'orchestre \| \| \| \| Quarte 5 9/11' \| Cor de nuit 8' \| \| \| \| Quinte 5 1/3' \| Viole 8' \| \| \| \| Sixte 4 12/13' \| Neuvième mineur 7 9/17' \| \| \| \| Septième mineur 4 4/7' \| Neuvième majeur 7 1/9' \| \| \| \| Septième majeur 4 4/15' \| Tierce mineur 6 14/19' \| \| \| \| Octave 4' \| Tierce majeur 6 2/5' \| \| \| \| Flûte de concert 4' \| Quarte 5 9/11' \| \| \| \| Flûte amabile 4' \| Quinte 5 1/3' \| \| \| \| Dulciane 4' \| Sixte 4 12/13' \| \| \| \| Neuvième mineur 3 13/17' \| Septième mineur 4 4/7' \| \| \| \| Neuvième majeur 3 5/9' \| Septième majeur 4 4/15' \| \| \| \| Tierce mineur 3 7/19' \| Octave 4' \| \| \| \| Tierce majeur 3 1/5' \| Flûte 4' \| \| \| \| Quarte 2 10/11' \| Flûte de concert 4' \| \| \| \| Quinte 2 2/3' \| Flûte amabile 4' \| \| \| \| Sixte 2 6/13' \| Dulciane 4' \| \| \| \| Septième mineur 2 2/7' \| Aliquot 3 chor 10 2/3' \| \| \| \| Septième majeur 2 2/15' \| Mixture 4 chor 2 2/3' \| \| \| \| Flageolet 2' \| Bomarde 32' \| \| \| \| Neuvième mineur 1 15/17' \| Bombarde 16' \| \| \| \| Neuvième majeur 1 7/9' \| Trompette 16' \| \| \| \| Tierce mineur 1 13/19' \| Basson 16' \| \| \| \| Tierce majeur 1 3/5' \| Trompette 8' \| \| \| \| Quarte 1 5/11' \| Petite Trompette 8' \| \| \| \| Quinte 1 1/3' \| Clairon 4' \| \| \| \| Sixte 1 1/13' \| \| \| \| \| Septième mineur 1 1/7' \| \| \| \| \| Septième majeur 1 1/15' \| \| \| \| \| Piccolo 1' \| \| \| \| \| Neuvième mineur 16/17' \| \| \| \| \| Neuvième majeur 8/9' \| \| \| \| \| Tierce mineur 16/19' \| \| \| \| \| Tierce majeur 4/5' \| \| \| \| \| Quarte 8/11' \| \| \| \| \| Quinte 2/3' \| \| \| \| \| Sixte 8/13' \| \| \| \| \| Septième mineur 4/7' \| \| \| \| \| Septième majeur 8/15' \| \| \| \| \| Grand Cornet 5 chor 16' \| \| \| \| \| Cornet 5 chor 8' \| \| \| \| \| Théorbe 3 chor 6 2/5' \| \| \| \| \| Carillon 3 chor 1 3/5' \| \| \| \| \| Progressio 2-5 chor 2 2/3' \| \| \| \| \| Basson 16' \| \| \| \| \| Baryton 16' \| \| \| \| \| Trompette 8' \| \| \| \| \| Hautbois 8' \| \| \| \| \| Voix humaine 8' \| \| \| \| \| Clarinette 8' \| \| \| \| \| Clairon 4' \| \| \| \| \| Trémolo \| \| \| \| \| Crescendosvällare \| \| \| |                            |                         |                |
| Manual/Pedal (C-c4) | Manual/Pedal (C-c4)        | Pedal (C-g1)            | Effektregister |
| Montre 16' | Bourdon 16'                | Basse acoustique 32'    | Chimes (g-g2)  |
| Montre 8' | Contre Gambe 16'           | Flûte 16'               | Rain           |
| Principal 8' | Grosse Quinte 10 2/3'      | Contrebasse 16'         | Thunder        |
| Bourdon 8' | Diapason 8'                | Bordun 16'              | Drum           |
| Prestant 4' | Flûte d'orchestre 8'       | Violonbasse 16'         | Rossignol      |
| Octave 4' | Cor de nuit 8'             | Grosse Quinte 10 2/3'   |                |
| Flûte douce 4' | Viole 8'                   | Flûte 8'                |                |
| Quinte 2 2/3' | Voix angélique 8'          | Montre 8'               |                |
| Doublette 2' | Neuvième mineur 7 9/17'    | Principal 8'            |                |
| Plein jeu 5 chor | Neuvième majeur 7 1/9'     | Bourdon 8'              |                |
| Trompette 16' | Tierce mineur 6 14/19'     | Diapason 8'             |                |
| Trompette 8' | Tierce majeur 6 2/5'       | Flûte d'orchestre       |                |
| | Quarte 5 9/11'             | Cor de nuit 8'          |                |
| | Quinte 5 1/3'              | Viole 8'                |                |
| | Sixte 4 12/13'             | Neuvième mineur 7 9/17' |                |
| | Septième mineur 4 4/7'     | Neuvième majeur 7 1/9'  |                |
| | Septième majeur 4 4/15'    | Tierce mineur 6 14/19'  |                |
| | Octave 4'                  | Tierce majeur 6 2/5'    |                |
| | Flûte de concert 4'        | Quarte 5 9/11'          |                |
| | Flûte amabile 4'           | Quinte 5 1/3'           |                |
| | Dulciane 4'                | Sixte 4 12/13'          |                |
| | Neuvième mineur 3 13/17'   | Septième mineur 4 4/7'  |                |
| | Neuvième majeur 3 5/9'     | Septième majeur 4 4/15' |                |
| | Tierce mineur 3 7/19'      | Octave 4'               |                |
| | Tierce majeur 3 1/5'       | Flûte 4'                |                |
| | Quarte 2 10/11'            | Flûte de concert 4'     |                |
| | Quinte 2 2/3'              | Flûte amabile 4'        |                |
| | Sixte 2 6/13'              | Dulciane 4'             |                |
| | Septième mineur 2 2/7'     | Aliquot 3 chor 10 2/3'  |                |
| | Septième majeur 2 2/15'    | Mixture 4 chor 2 2/3'   |                |
| | Flageolet 2'               | Bomarde 32'             |                |
| | Neuvième mineur 1 15/17'   | Bombarde 16'            |                |
| | Neuvième majeur 1 7/9'     | Trompette 16'           |                |
| | Tierce mineur 1 13/19'     | Basson 16'              |                |
| | Tierce majeur 1 3/5'       | Trompette 8'            |                |
| | Quarte 1 5/11'             | Petite Trompette 8'     |                |
| | Quinte 1 1/3'              | Clairon 4'              |                |
| | Sixte 1 1/13'              |                         |                |
| | Septième mineur 1 1/7'     |                         |                |
| | Septième majeur 1 1/15'    |                         |                |
| | Piccolo 1'                 |                         |                |
| | Neuvième mineur 16/17'     |                         |                |
| | Neuvième majeur 8/9'       |                         |                |
| | Tierce mineur 16/19'       |                         |                |
| | Tierce majeur 4/5'         |                         |                |
| | Quarte 8/11'               |                         |                |
| | Quinte 2/3'                |                         |                |
| | Sixte 8/13'                |                         |                |
| | Septième mineur 4/7'       |                         |                |
| | Septième majeur 8/15'      |                         |                |
| | Grand Cornet 5 chor 16'    |                         |                |
| | Cornet 5 chor 8'           |                         |                |
| | Théorbe 3 chor 6 2/5'      |                         |                |
| | Carillon 3 chor 1 3/5'     |                         |                |
| | Progressio 2-5 chor 2 2/3' |                         |                |
| | Basson 16'                 |                         |                |
| | Baryton 16'                |                         |                |
| | Trompette 8'               |                         |                |
| | Hautbois 8'                |                         |                |
| | Voix humaine 8'            |                         |                |
| | Clarinette 8'              |                         |                |
| | Clairon 4'                 |                         |                |
| | Trémolo                    |                         |                |
| | Crescendosvällare          |                         |                |

- Den mindre kororgeln flyttades hit 1977 från S:t Annas kapell. Den byggdes 1964 av Paul Ott, Göttingen, Tyskland och är en mekanisk orgel. Fasaden är ny och ritad av Eiler Graebe.

| Manual I          | Manual II     | Pedal             | Koppel |
| Gedackt 8'        | Trägedackt 8' | Gedacktpommer 16' | I/P    |
| Principal 4'      | Rörflöjt 4'   |                   | II/P   |
| Waldflöjt 2'      | Principal 2'  |                   | II/I   |
| Terscymbel 2 chor |               |                   |        |

| Manual            | Pedal   |
| Gedackt 8'        | Bihängd |
| Rörpommer 4'      |         |
| Svegel 2'         |         |
| Larigot 1 1/3'    |         |
| Crescendosvällare |         |